# Qalagah Burnu
Qalagah Burnu är en udde i Azerbajdzjan.   Den ligger i distriktet Baku, i den östra delen av landet, 25 km norr om huvudstaden Baku.
Terrängen inåt land är platt. Trakten är tätbefolkad. Närmaste större samhälle är Bakıxanov, 19,2 km söder om Qalagah Burnu.
Omgivningarna runt Qalagah Burnu är i huvudsak ett öppet busklandskap.